# ذهان ناجم عن المواد
الذهان الناجم عن المواد (المعروف باسم الذهان السام) هو شكل من أشكال اضطراب تعاطي المخدرات حيث يمكن تعزية سبب الذهان إلى تعاطي المخدرات. ينتج هذا النوع من الذهان نتيجةً للآثار السامة للمواد الكيميائية أو المخدرات، بما في ذلك تلك التي ينتجها الجسم نفسه. وقد تورطت مؤثرات عقلية مختلفة في حدوث الذهان لدى المتعاطين أو تفاقمه.

## آثار الذهان
ويظهر الذهان على أنه ارتباك وهلوسة بصرية. وهي حالة تتعطل فيها القدرة العقلية للشخص على التعرف على الواقع والاتصال والارتباط بالآخرين، مما يتداخل مع القدرة على التعامل مع مطالب الحياة. في حين أنه توجد أنواع عدة من الذهان، يحدث الذهان الناجم عن المواد بصورة أكثر خصوصًا عند التعرض لبعض المواد الكيميائية.

## المواد
قد تحدث حالات ذهانية بعد استخدام مجموعة متنوعة من المواد القانونية وغير القانونية. وعادة ما تكون هذه الحالات مؤقتة وعكسية، مع كون الذهان الناجم عن الفلوروكينولون استثناءًا ملحوظا. وتشمل العقاقير التي يتسبب استخدامها أو سوء استخدامها أو تعاطيها أو الانسحاب من تعاطيها ما يلي:

### التصنيف الدولي للأمراض-10
- الكحول:[3][4][5] الكحول هو سبب شائع للاضطرابات النفسية أو النوبات، والتي قد تحدث من خلال التسمم الحاد، وإدمان الكحول المزمن، والانسحاب، وتفاقم الاضطرابات القائمة، أو التفاعلات غير مُحددة المصدر.[3] وقد أظهرت الأبحاث أن تعاطي الكحول يسبب زيادة خطر الاضطرابات الذهانية 8 أضعاف لدى الرجال و 3 أضعاف لدى النساء.[6][7] في حين أن الغالبية العظمى من الحالات تحدث بصورة حادة وتُشفى بسرعة إلى حد ما على بالعلاج و / أو بالامتناع عن تعاطي الكحول، إلا أنها يمكن أن تصبح في بعض الأحيان مزمنة ومستمرة.[3] قد يُشخص الذهان الكحولي بالخطأ أحيانًا على أنه مرض عقلي آخر مثل الفصام (فصام).
- الكانابينويد: تشير بعض الدراسات إلى أن القنب (مرجوانا) قد يسبب ذهان بصورة حادة.[8] وقد وجدت الدراسات الحديثة زيادة في خطر الإصابة بالذهان في مستخدمي القنب.[9]
- المهدئات / المنومات (الباربيتورات؛[10][11] والبنزوديازيبينات[12][13][14]): من المهم أيضًا لفهم هذا الموضوع دراسة الآثار المتناقضة لبعض الأدوية المهدئة.[15] يمكن أن تحدث مضاعفات خطيرة بالتزامن مع استخدام المهدئات مما يخلق تأثير معاكس للهدف الذي استخدمت من أجله. ويقدر مالكولم ليدر في معهد الطب النفسي في لندن حدوث هذه الآثار السلبية في حوالي 5٪ من المستخدمين، حتى في الاستخدام قصير المدى لتلك الأدوية.[16] قد تتكون ردود الفعل المتناقضة من الاكتئاب، مع أو بدون الميول الانتحارية، الرهاب، العدوانية، السلوك العنيف وبعض الأعراض التي تشخص أحيانًا بالخطأ على أنها ذهان.[17][18] ومع ذلك، يرتبط الذهان بشكل شائع بمتلازمة انسحاب البنزوديازيبين.[19]
- الكوكايين [20]
- المنشطات الأخرى: الأمفيتامين؛[21] الميثامفيتامين؛[21] ميثيل فينيدات.[21] انظر أيضًا الذهان الناجم عن المنشطات.
- المواد المهلوسة: ثنائي إيثيل أميد حمض الليسرجيك وغيرها.

### مواد أخرى
- عائلة الكوينولون: ارتبط استخدام الفلوروكينولون بحدوث حالات خطيرة من الذهان التي تم الإبلاغ عنها بأنها لا رجعة فيها ودائمة، انظر الآثار السلبية للكوينولون[22][23][24][25][26][27][28][29] كما ارتبط الميفلوكين (لاريام) الدواء المشتق من الكوينولون بالذهان.[30][31]
- بعض الأدوية متاحة بدون وصفة مثل:
  - ديكستروميثورفان بجرعات عالية.[32][33]
  - مضاد الهستامين بجرعات عالية.[34][35][36][37]
  - أدوية نزلات البرد[38] مثل الفينيلبروبانولامين.
- الأدوية المتاحة بوصفات طبية:
  - بريدنيزون والكورتيكوستيرويدات الأخرى.[39]
  - آيزوتريتينوين.[40]
- العقاقير المضادة للكولين
  - الأتروبين.[41][42]
  - الهيوسين.[43]
  - مضادات الاكتئاب [44]
  - ليفودوبا [45]
  - مضادات الاختلاج [46]
  - مضادات الذهان (تأثير غير معتاد)
- المخدرات غير المشروعة الأخرى (غير المذكورة أعلاه)، بما في ذلك:
  - إكستاسي [47]
  - فينسيكليدين [48]
  - الكيتامين
- المواد الكيميائية البحثية الاصطناعية المستخدمة في الاستجمام، بما في ذلك:
  - الكانابينويدات الاصطناعية، أو المخاليط التي تحتوي عليها (مثل "التوابل "أو، «الريلاكسينول»، الخ).[49] أو المركبات المختلفة الموجودة في «التوابل» أو «البخور» ووجد أنها تسبب الذهان في بعض الأشخاص.[50][51][52]
  - ميفيدرون وما يتصل به من العقاقير التي تشبه الأمفيتامين والتي تباع على أنها «أملاح الاستحمام» أو «أغذية نباتية».[53]
- النباتات
  - الإرجين
  - نبات مجد الصباح (تحتوي بذوره على الأرجين)
  - داتورا صفراوية [54] (داتورا، البوق الملاك، والتفاح الشائك)
  - نبات ست الحسن (نايتشيد القاتلة)
  - سالفيا ديفينوروم [55]
- المذيبات المتطايرة والغازات (المستنشقات)
  - تولوين،[56][57] يوجد في الغراء، والطلاء، الخ انظر أيضًا (تسمم التولوين).
  - بوتان [58]
  - البنزين [59]